# Петерлаш
Петерлаш (буг. Петърлаш) је насеље у Србији у општини Димитровград у Пиротском округу. Према попису из 2022. било је 12 становника. До 2009. године име насеља је било Петрлаш.

## Демографија
У насељу Петерлаш живи 33 пунолетна становника, а просечна старост становништва износи 70,6 година (66,1 код мушкараца и 74,7 код жена). У насељу има 24 домаћинства, а просечан број чланова по домаћинству је 1,38.
Становништво у овом насељу веома је нехомогено (попис 2002.).
|  |

| Демографија | Демографија | Демографија |
| Година      | Становника  | Становника  |
| ----------- | ----------- | ----------- |
| 1948.       | 610         |             |
| 1953.       | 572         |             |
| 1961.       | 428         |             |
| 1971.       | 277         |             |
| 1981.       | 148         |             |
| 1991.       | 81          | 81          |
| 2002.       | 33          | 33          |
| 2011.       | 11          |             |
| 2022.       | 12          |             |

| Година пописа     | 1948. | 1953. | 1961. | 1971. | 1981. | 1991. | 2002. |
| ----------------- | ----- | ----- | ----- | ----- | ----- | ----- | ----- |
| Број домаћинстава | 123   | 117   | 112   | 96    | 74    | 50    | 24    |

| Број чланова      | 1  | 2 | 3 | 4 | 5 | 6 | 7 | 8 | 9 | 10 и више | Просек |
| ----------------- | -- | - | - | - | - | - | - | - | - | --------- | ------ |
| Број домаћинстава | 16 | 7 | 1 | 0 | 0 | 0 | 0 | 0 | 0 | 0         | 1,38   |

| Пол    | Укупно | Неожењен/Неудата | Ожењен/Удата | Удовац/Удовица | Разведен/Разведена | Непознато |
| ------ | ------ | ---------------- | ------------ | -------------- | ------------------ | --------- |
| Мушки  | 16     | 3                | 7            | 6              | 0                  | 0         |
| Женски | 17     | 0                | 5            | 11             | 1                  | 0         |
| УКУПНО | 33     | 3                | 12           | 17             | 1                  | 0         |

| Пол    | Укупно                    | Пољопривреда, лов и шумарство | Рибарство                            | Вађење руде и камена | Прерађивачка индустрија       |
| ------ | ------------------------- | ----------------------------- | ------------------------------------ | -------------------- | ----------------------------- |
| Мушки  | 13                        | 12                            | 0                                    | 0                    | 1                             |
| Женски | 5                         | 5                             | 0                                    | 0                    | 0                             |
| УКУПНО | 18                        | 17                            | 0                                    | 0                    | 1                             |
| Пол    | Производња и снабдевање   | Грађевинарство                | Трговина                             | Хотели и ресторани   | Саобраћај, складиштење и везе |
| Мушки  | 0                         | 0                             | 0                                    | 0                    | 0                             |
| Женски | 0                         | 0                             | 0                                    | 0                    | 0                             |
| УКУПНО | 0                         | 0                             | 0                                    | 0                    | 0                             |
| Пол    | Финансијско посредовање   | Некретнине                    | Државна управа и одбрана             | Образовање           | Здравствени и социјални рад   |
| Мушки  | 0                         | 0                             | 0                                    | 0                    | 0                             |
| Женски | 0                         | 0                             | 0                                    | 0                    | 0                             |
| УКУПНО | 0                         | 0                             | 0                                    | 0                    | 0                             |
| Пол    | Остале услужне активности | Приватна домаћинства          | Екстериторијалне организације и тела | Непознато            | Непознато                     |
| Мушки  | 0                         | 0                             | 0                                    | 0                    | 0                             |
| Женски | 0                         | 0                             | 0                                    | 0                    | 0                             |
| УКУПНО | 0                         | 0                             | 0                                    | 0                    | 0                             |

| Етнички састав према попису из 2002.‍ | Етнички састав према попису из 2002.‍ | Етнички састав према попису из 2002.‍ | Етнички састав према попису из 2002.‍ | Етнички састав према попису из 2002.‍ |
| ------------------------------------ | ------------------------------------ | ------------------------------------ | ------------------------------------ | ------------------------------------ |
|                                      |                                      |                                      |                                      |                                      |
| Бугари                               | Бугари                               |                                      | 16                                   | 48,48%                               |
| Срби                                 | Срби                                 |                                      | 13                                   | 39,39%                               |
| Југословени                          | Југословени                          |                                      | 4                                    | 12,12%                               |

| Етнички састав према попису из 2022.‍ | Етнички састав према попису из 2022.‍ | Етнички састав према попису из 2022.‍ | Етнички састав према попису из 2022.‍ | Етнички састав према попису из 2022.‍ |
| ------------------------------------ | ------------------------------------ | ------------------------------------ | ------------------------------------ | ------------------------------------ |
|                                      |                                      |                                      |                                      |                                      |
| Бугари                               | Бугари                               |                                      | 4                                    | 33,3%                                |
| Срби                                 | Срби                                 |                                      | 4                                    | 33,3%                                |
| неизјашњени                          | неизјашњени                          |                                      | 4                                    | 33,3%                                |